# وليد القروي
وليد القروي (بالفرنسية: Walid Karoui)‏ مواليد 25 مارس 1996 في تونس، هو لاعب كرة قدم تونسي يلعب كلاعب وسط.

## روابط خارجية
- وليد القروي على موقع قاعدة بيانات كرة القدم.إي يو (الإنجليزية)
- وليد القروي على موقع ناشيونال فوتبول تيمز (الإنجليزية)
- وليد القروي على موقع Soccerway.com (الإنجليزية)